# Torre de Rassef
La torre de Rassef és una torre d'origen hispanomusulmà a Almussafes (Ribera Baixa, País Valencià). Formava part de l'originari caseriu d'Al-Mazaf, que significa la duana, constituït per un grup d'alqueries. Va ser construïda entre els segles ix i xii amb el sistema de la tàpia, l'habitual en aquestes edificacions islàmiques.
És bé d'interès cultural amb referència RI-51-0010580. Fins fa pocs anys, la torre estava adossada a una construcció del segle xviii, que va ser enderrocada en 1981. Actualment es troba, doncs, exempta, perfectament restaurada encara que molt modificada i envoltada per un entorn enjardinat. És visitable.

## Emplaçament
Assentada al centre històric d'Almussafes, a la Plaça Major, enfront de l'església parroquial, la torre és una construcció andalusí. En alguns casos apareix com a torre de Mansa, i és a partir de la documentació cristiana quan se cita amb el nom de Rassef (escrit «Raçef»), que pot fer referència a «construcció prop d'un camí». De fet, la paraula al-mansaf ('a mitjan camí') sembla que dona nom al poble. Va ser totalment renovada el 1996. Estava emmarcada dins d'una construcció anomenada «el Castell» que va ser derruïda el 1981. Té una estructura de planta quadrada lleugerament trapezoïdal construïda amb el sistema de tàpia. La seua base és de 10 metres, té una alçada de 24,70 metres repartits en cinc plantes i culmina en una terrassa amb merlets. L'accés normal a la torre es realitzava per la primera planta i per la cara nord, ara es fa per la planta baixa, on s'ha construït una escala que comunica amb les superiors. Es va trobar una porta a la cara oest a cinc metres d'altura i que es conserva en l'actualitat, a ella s'accedia amb una escala de fusta que es retirava quan la torre havia de quedar incomunicada.

## Història

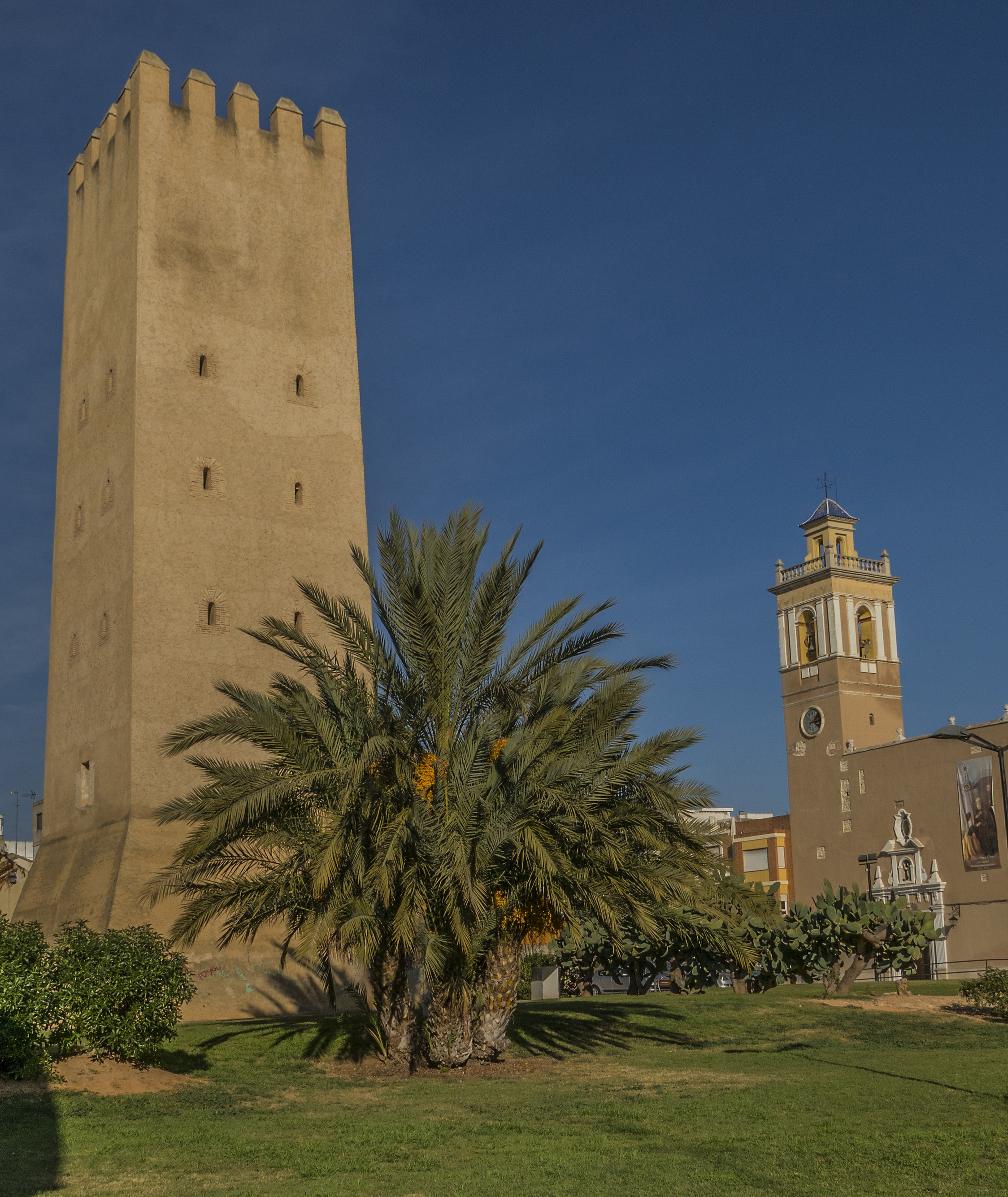
Torre Rassef i església de sant Bartomeu.

La torre de Rassef està situada a Almussafes, població de la Ribera Baixa situada a 11 metres d'altitud. Durant el període musulmà formava part del conjunt de l'alqueria anomenada al-mansaf, que vol dir en àrab 'a mitjan camí', i de la qual la població va prendre el nom.
La torre data del segle ix segons diu el pare Burguera en la seua història de Sueca i del segle xi segons Huici Miranda. Formava part del cinturó defensiu de la ciutat de València juntament amb les torres properes, amb les quals podia establir comunicació directa per mitjà de senyals; de Sollana, Rafacheldi o Rafacaldi, en les proximitats del Romaní; les d'Alcàsser, Silla, Alginet, Trullàs, Benifaió, Picassent i la d'Aledua de Llombai.
Jaume el Conqueridor va conquerir l'alqueria el 1238 i la va donar al seu notari Pere Sanç. Posteriorment, en aquest mateix any, la donà als soldats de Montpeller que l'havien acompanyat en la conquesta de València. El primer senyor va ser G. Davoio. La filla del primer senyor, Navarra d'Ahuero, va concedir al mes de febrer de 1251 la primera carta de població de l'alqueria a vint colons, en 1281, el fill de la senyora Navarra, García López de Sentia i la seua esposa, dona Tota Garcés, van atorgar carta de població a 20 persones però es van reservar la torre, el forn i altres regalies. Vuit anys més tard Pedro Martínez de Altazona venia a Eiximén d'Urrea la vila, amb vassalls, terres i altres drets feudals. Els seus següents senyors van ser Ramon Escorna i Juan Rodríguez de Corella. Però els enfrontaments entre aquest últim i Pere IV van suposar la confiscació de la vila i la seua venda a 1352 a l'abat del monestir de la Valldigna. Aquest el va retenir durant 451 anys per finalment quedar incorporat a la corona el 1766.

## Descripció
La torre segueix les mateixes pautes marcades per la resta de les torres sentinelles de la zona. Construïda amb tàpia, és de planta quadrada originàriament, de 9 metres de costat a la base, i llenços lleugerament trapezoïdals, segons pugen les plantes, delimiten la seua estructura bàsica. Consta de planta baixa, arran de terra, una primera a 5 metres d'altura, planta segona, planta tercera i quarta i una cinquena de diferents característiques a totes les altres i planta de terrassa amb merlets. L'estructura és idèntica en les cinc primeres plantes, això és un planta travada amb un arc central de mig punt, que subdivideix la planta en dues zones cobertes amb dues voltes de canó. Aquestes es comuniquen mitjançant una escala de cargol, allotjada en un dels vèrtexs de la planta que part de la planta primera. La planta cinquena sembla, per la seva estructura, d'una època posterior, amb un massís central a l'interior s'allotja l'escala que dona accés a la terrassa. D'aquest massís central neixen quatre arcs de mig punt perpendiculars entre si que juntament amb el mur perimetral, delimiten quatre voltes de canó turbina. La terrassa té setze merlets.
L'accés original a la torre és una porta situada a 4 metres sobre el nivell del terra de la plaça actual, el que confirma el seu caràcter defensiu. L'alçada total de la torre és de 24,70 metres. A les plantes tercera i quarta apareixen finestres sageteres esqueixades.
Al segle xviii es va afegir a la torre un edifici senyorial, demolit en 1981, que modificà en part alguna de les plantes de la torre. Per a la seua construcció s'utilitza tàpia bàsicament de terra i pedra mitjana amb una fina crosta de calç, apreciant-se les agulles utilitzades encastades en el mur. L'altura de la tàpia en funció de la disposició de les agulles és de 85 cm.
Avui es troba restaurada segons projecte dels arquitectes Santiago López Alonso i Ángel Esteve Garcerán de gener de 1995.